# Maria Noichl

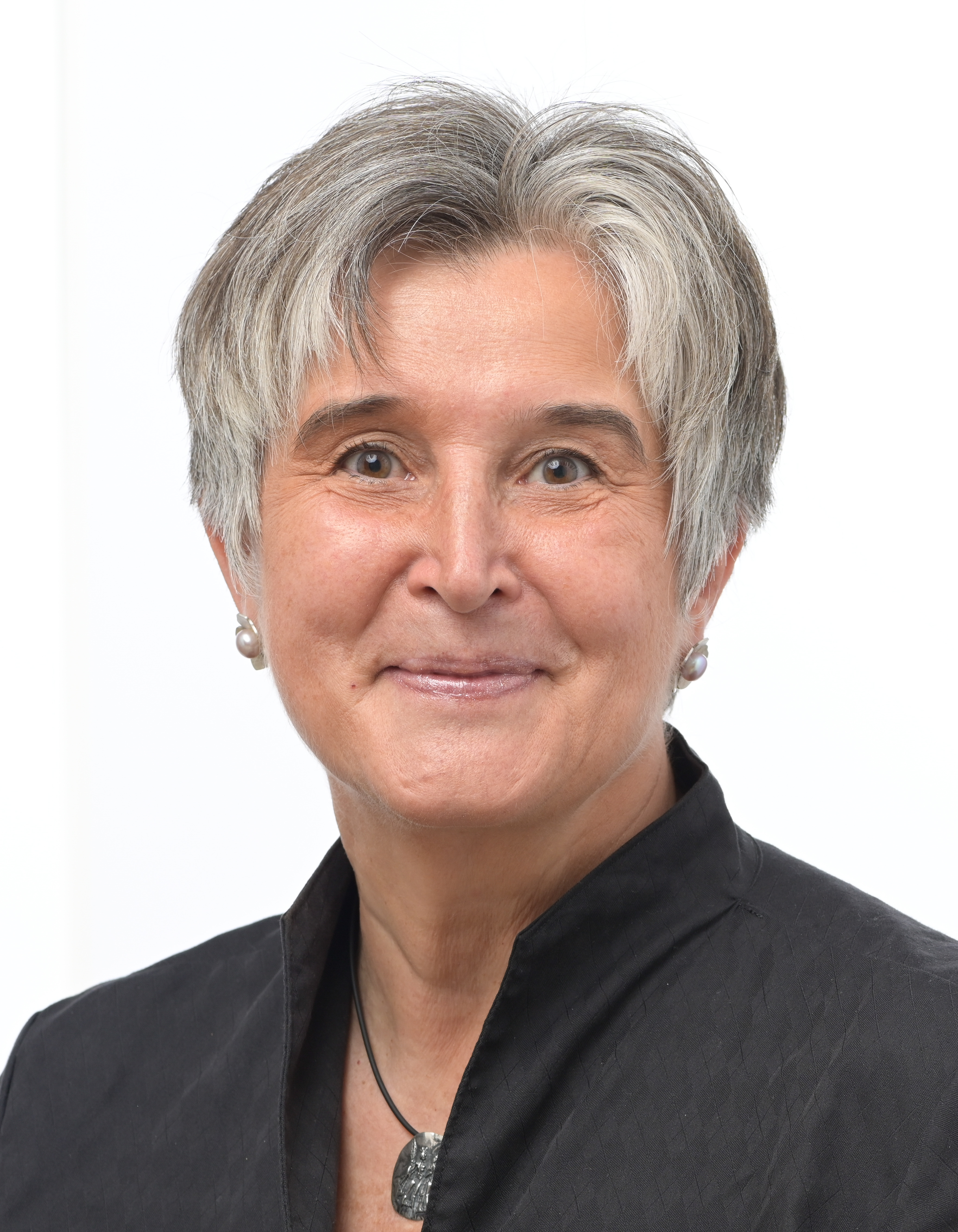
Maria Noichl (2024)

Maria Noichl (* 9. Januar 1967 in Rosenheim) ist eine deutsche Politikerin (SPD). Seit der Europawahl 2014 ist sie Mitglied des Europäischen Parlaments. Von 2008 bis 2013 war sie Abgeordnete des Bayerischen Landtags.

## Leben
Noichl wurde in Rosenheim geboren und besuchte dort zunächst eine Mädchenrealschule. Während ihrer Jugend war sie Mitglied der Katholischen Landjugendbewegung (KLJB). Nach ihrer Mittleren Reife 1983 schloss sie eine Ausbildung als Hauswirtschafterin ab und machte anschließend ihre Meisterin. Nachdem sie als hauswirtschaftliche Betriebsleiterin in einem Altenheim gearbeitet hatte, besuchte sie die Fachoberschule und beendete diese mit der Fachhochschulreife. Im Anschluss absolvierte sie eine Fachlehrerausbildung für Ernährung und Gestaltung und war daraufhin von 1995 bis 2008 als Fachlehrerin für Ernährung und Gestaltung tätig. Während ihrer Zeit als Lehrkraft an Grund- und Hauptschulen in Rosenheim war sie als örtliche Personalratsvorsitzende für Lehrkräfte von 9 Schulen teilweise vom Lehramt freigestellt. Nach dem Ausscheiden aus dem bayerischen Landtag im Jahr 2013 war sie bis zum Einzug in das Europaparlament im Jahre 2014 überbrückungsweise erneut als Fachlehrerin für Ernährung und Gestaltung an einer staatlichen Berufsschule tätig.
Noichl hat zwei Söhne und fünf Enkelkinder.

## Politik
Noichl trat 1991 der SPD Bayern bei und wurde 2002 in den Stadtrat von Rosenheim gewählt. Bei der Landtagswahl 2008 kandidierte sie am 28. September 2008 im Stimmkreis Rosenheim-West zunächst erfolglos und wurde sodann über die Bezirksliste Oberbayern ihrer Partei in den Bayerischen Landtag gewählt. Sie war Mitglied des Ausschusses für Ernährung, Landwirtschaft und Forsten des Landtages. 2013 verpasste sie den Wiedereinzug in den Landtag über die Landesliste. Bei der Europawahl 2014 wurde sie auf dem Listenplatz 18 in das Europäische Parlament gewählt. Sie ist dort Mitglied der Ausschüsse für Landwirtschaft und ländliche Entwicklung, für die Rechte der Frau und die Gleichstellung der Geschlechter sowie stellvertretendes Mitglied im Ausschuss für Entwicklung. Maria Noichl unterstützt die Einführung des sogenannten Nordischen Modells in ganz Europa. Nach dem in Schweden 1999 zuerst eingeführten Nordischen Modell werden (meist männliche) Erwerber von sexuellen Dienstleistungen (meist von Frauen) bestraft, in Schweden z. B. mit bis zu einem Jahr Gefängnis. Bei der Europawahl 2024 kandidierte Noichl auf Platz 3 der Europawahlliste der SPD und zog erneut in das Europaparlament ein.
Seit 2018 ist sie Bundesvorsitzende der Arbeitsgemeinschaft sozialdemokratischer Frauen. Sie ist seit September 2022 Vorsitzende des Deutschen Verbandes für Landschaftspflege (DVL).

## Mitgliedschaften
Maria Noichl ist Mitglied der überparteilichen Europa-Union Deutschland, die sich für ein föderales Europa und den europäischen Einigungsprozess einsetzt.